# Bermeja (Cuba)
Bermeja es una localidad cubana del municipio de Unión de Reyes, perteneciente a la provincia de Matanzas.

## Historia
Hacia mediados del XIX, el lugar tenía contabilizada una población de entre 58 y 72 habitantes, de los que cuatro eran esclavos. Aparece descrito en el primer tomo del Diccionario geográfico, estadístico, histórico, de la isla de Cuba de Jacobo de la Pezuela con las siguientes palabras:

Bermeja. (caserio y paradero de la) Pertenece al Part.º de Alacranes, J. de Güines. Divídese en 2 barriaads, formadas por 16 casas habitadas por 72 personas y divididas por el ferro-carril de la Habana á Güines y á la Union, que atraviesa á este caserío de E. á O. Asiéntase en terreno llano y cerca de las lomas del Corral de la Sabanilla que está al N. de la poblacion. Tiene 2 tiendas mixtas tabernas, en una de las cuales suelen hospedarse los transeuntes, una panadería y otros establecimientos industriales. La estacion, que es la penúltima de la vía arriba citada, se alza en la parte septentrional con un muelle descubierto y un pequeño almacen para frutos y equipages. Este paradero se llama tambien del Cojo, por estar junto á una tienda conocida con este nombre. Se halla entre el de los Palos y el de la Union á 7 ½ millas al E. del primero y cerca de 6 al O. del segundo, á 49 al S. O. de Cárdenas, y á unas 28 de Matanzas. El grupo de casas de la parte meridional, y que es el mas antiguo, se designa tambien con el nombre de Vieja Bermeja, y se estiende á ambos lados del camino de Güines á Alacranes. En el Cuadro Estadístico de 1846, se le señalaba con 41 habitantes blancos, 13 libres de color y 4 esclavos. Dista al E. de la villa cabecera de Güines, por la vía férrea, poco mas de 10½ leguas provinciales.
(Pezuela, 1863, p. 185)

En el año 2002, según el Censo de Población y Viviendas, tenía 543 habitantes.